# 天酝酒
天酝酒是一种酱香型的白酒。

## 酒的配料

### 水
水是微生物糖化、发酵作用的重要媒介，其质量的好坏直接影响酒的质量和产量。天酝原浆的酿造用水是采自千年“华佗古井”中的无极水。

## 曲
“曲为酒之骨”，天酝原浆所采用的是以纯小麦制作的桃花曲，以传统的“九酝酒法”工艺传下的“千年曲根”。

### 窑
窖为酒之魂”，天酝原浆全部由古窖池发酵酿造而成

## 其他名酒
- 汾酒
- 茅台
- 古井贡酒